# Submerged (film 2016)
Submerged è un film del 2016 diretto da Steven C. Miller.

## Trama
Jessie e i suoi amici Brandon e Dylan vengono presi di mira da una banda di criminali e la limousine su cui viaggiavano viene mandata fuori strada, sprofondando nel lago. Intrappolati sott'acqua, i ragazzi pongono tutte le loro speranze a Matt, la guardia del corpo rimasta ferita lievemente per portarli in salvo.